# Andrzej Majde
Andrzej Majde (ur. 13 maja 1937 w Ciechanowie, zm. 1 października 2009 w Warszawie) – polski geodeta, prof. dr hab. inż. o specjalności fotogrametria. Emerytowany profesor w Zakładzie Geodezji i Ochrony infrastruktury Komunalnej Katedry Dróg i Mostów na Wydziale Budownictwa Politechniki Śląskiej.

## Życiorys
Jego rodzice byli nauczycielami w szkole rolniczej. Ojciec zginął w czasie II wojny światowej, rozstrzelany przez Niemców. Miał czworo rodzeństwa, jego siostrą była Aniela Majde-Kaczmarow.
Ukończył Politechnikę Warszawską na Wydziale Geodezji i Kartografii w 1959 roku. Pracę dydaktyczno-naukową rozpoczął w 1962 roku w Katedrze Fotogrametrii na Wydziale Geodezji i Kartografii Politechniki Warszawskiej. W 1967 roku na tamtejszej Politechnice uzyskał stopień doktora nauk technicznych, a w 1975 stopień doktora habilitowanego. Następnie przeniósł się na Politechnikę Śląską w Gliwicach do Zakładu Geodezji w Instytucie Budowy Dróg, gdzie prowadził działalność naukowo-badawczą ukierunkowaną na zagadnienia geodezji inżynieryjnej. Na Wydziale Budownictwa Politechniki Śląskiej zorganizował Instrumentarium Fotogrametryczne oraz zainicjował prowadzenie prac badawczych i pomiarowych z wykorzystaniem metod fotogrametrycznych. Był dyrektorem Instytutu Budowy Dróg Politechniki Śląskiej. W latach 90. XX wieku, pracując w Politechnice Śląskiej, równolegle pracował w Instytucie Geodezji i Kartografii w Warszawie, kontynuując specjalistyczne prace w zakresie fotogrametrii i teledetekcji.
Tytuł profesora nauk technicznych uzyskał w 1987 roku. Obok pracy na polskich uczelniach podejmował prace inżynierskie w Iraku i dydaktyczne na uniwersytetach w Durbanie i Ammanie. Na emeryturę przeszedł w 2007 roku.

## Działalność naukowa i stowarzyszeniowa
Był autorytetem naukowym w zakresie fotogrametrii, oraz autorem kilkudziesięciu rozpraw i publikacji z tej dziedziny. Był promotorem 7 przewodów doktorskich oraz autorem wielu recenzji i opinii na stopnie i tytuły naukowe z zakresu fotogrametrii.
Działacz Polskiego Towarzystwa Fotogrametrii i Teledetekcji, Stowarzyszenia Geodetów Polskich oraz Akademii Inżynierskiej w Polsce.

## Odznaczenia
Odznaczony został Złotym Krzyżem Zasługi, oraz odznaczeniami resortowymi.